# Lopidea robiniae
Lopidea robiniae är en insektsart som först beskrevs av Philip Reese Uhler 1861.  Lopidea robiniae ingår i släktet Lopidea och familjen ängsskinnbaggar. Inga underarter finns listade i Catalogue of Life.